# Henry Bridges
Henry „Hank“ Bridges (* um 1908 in Oklahoma City; † 27. Juli 1986) war ein US-amerikanischer Jazzmusiker (Tenorsaxophon).

## Leben und Wirken
Bridges spielte zu Beginn seiner Karriere mit Don Byas, dann in der zweiten Hälfte der 1930er-Jahre mit Charlie Christian in Territory Bands; 1938 tourte er bei Alphonso Trent. Er arbeitete Ende der 1930er-Jahre in der Territory Band von Leslie Sheffield, in der auch Charlie Christian und der Trompeter Bernard „Buddy“ Anderson spielten. Ab 1940 war er Mitglied von Harlan Leonard and His Rockets; mit der Band entstanden erste Plattenaufnahmen in Chicago und New York. Bridges galt als herausragender Solist des Orchesters. Seinen Militärdienst leistete er in den Vereinigten Staaten und in Europa ab. Nach Kriegsende arbeitete er in Kalifornien; u. a. war er bei Aufnahmen der Sänger Julia Lee („Gotta Gimme Whatcha Out“, 1946; #3 in den R&B-Charts), Clifford Blivens (1949), Peppy Prince, Helen Humes und Damita Jo (1950) beteiligt. Im Bereich des Jazz war er zwischen 1940 und 1950 an acht Aufnahmesessions beteiligt. Seine späteren Jahren verbrachte er in Los Angeles.